# Aeródromo de Quilmes
El Aeródromo de Quilmes (OACI: SADQ) es un aeropuerto ubicado 2 km al noreste de la ciudad de Quilmes, Provincia de Buenos Aires, Argentina.